# Uniforme de la selección de fútbol de Irlanda
Tradicionalmente, el equipo ha jugado con camiseta verde, pantalón blanco y medias verdes. Los colores alternativos suelen ser los inversos de estos colores, aunque ha habido excepciones, como una camiseta naranja a fines de la década de 1990. Los dorsales son blancos con un borde naranja en la primera equipación y verdes con un borde naranja en la alternativa. En la parte inferior de los números aparece el logotipo de FAI.
Solo una vez se usó una camiseta gris de edición limitada. Fue en un partido contra Gales el 17 de noviembre de 2007. Se usó una camiseta negra con una franja verde en el pecho en la final de la Copa de Naciones 2011 contra Escocia y en un amistoso contra Italia en Lieja (Bélgica).
Umbro suministró el uniforme anterior desde 1994. En marzo de 2009, Umbro firmó un acuerdo con la FAI para mantenerlos como proveedores de uniformes para el equipo hasta 2020. Sin embargo, New Balance ha sido proveedor de uniformes desde 2017 hasta 2020. En 2020 vuelve a usar Umbro hasta 2022. En 2023 la FAI firmó un contrato con Castore.

### Local
| Clásico   | 1978–83   | 1983–84   | 1984–85   | 1986-87   | 1988-89   | 1990-92   | 1992-1994 | 1994-1995     | 1995-1996 |
| 1996-1998 | 1998-2000 | 2000-2001 | 2001-2002 | 2003-2004 | 2004-2005 | 2006-2008 | 2008-2010 | 2010-2011     | 2011-2013 |
| 2014-15   | 2016-2017 | 2017-2018 | 2018-2019 | 2019-2020 | 2020-2022 | 2022      | 2023-2024 | 2024-presente |           |

### Visitante
| 1990-1992 | 1992-1994 | 1994-1995 | 1995-1996 | 1996-1998     | 1998-2000 | 2000-2001 | 2001-2002 | 2002-2003 | 2003-2005 |
| 2005-2007 | 2007-2009 | 2009-2010 | 2010-2011 | 2012          | 2013      | 2014-2016 | 2016-2017 | 2017-2018 | 2018-2019 |
| 2019-2020 | 2020-2022 | 2022      | 2023-2024 | 2024-presente |           |           |           |           |           |

### Proveedores
| Período     | Proveedor   | Logo |
| ----------- | ----------- | ---- |
| 1978 - 1986 | O'Neills    |      |
| 1986 - 1995 | Adidas      |      |
| 1995 - 2017 | Umbro       |      |
| 2017 - 2020 | New Balance |      |
| 2020 - 2023 | Umbro       |      |
| 2023 -      | Castore     |      |